# Out
Pour les articles homonymes, voir Out (homonymie).
Out est un groupe de heavy metal français, originaire de Lille, dans le Nord-Pas-de-Calais. À une époque où la scène française est quasiment absente à l'international, la sortie en 1999 de Xposition, un album produit par Colin Richardson (producteur britannique ayant travaillé avec Carcass, Napalm Death, Machine Head ou encore Fear Factory) et publié par Roadrunner Records, leur permet de bénéficier d'une bonne visibilité médiatique dans la presse metal européenne.

## Biographie

### Débuts
Le groupe, initialement axé rock et new wave, est formé en 1985 par Christophe Lamouret (chant), Jean Loup Demeulemester (batterie), Gilles Lefebvre (guitare) et Bertrand Descamps (basse). Il est rejoint en 1986 par Thibault Gheysens (clavier et guitare).  ses débuts, il prend le nom d'Original Use of Tins en 1987. Le groupe est lauréat du tremplin pour Tokyo, joue au Japon en 1989, et de nombreuses fois en Angleterre, dans la région de Northampon, et à Londres (Meanfiddler, Rock Garden...).
L'arrivée en 1992 de Lee Goodwin et de Christophe Tristram donne au groupe (qui prend alors son nom définitif de Out) une orientation hard rock qui tend parfois vers le glam rock. L'arrivée d'Étienne Fauquet achève le passage d'Out à un style résolument heavy metal. Out s'illustre lors de concerts et tournées en Europe, en Grande-Bretagne et au Canada, en support de groupes comme Machine Head, Mass Hysteria, Anthrax ou Anonymus. Christophe Lamouret collabore en outre au second album de Meathook Seed avec les membres de Napalm Death Mitch Harris et Shane Embury.

### XpositionetUnik
Après un premier album éponyme passé totalement inaperçu en 1996, et fort d'une signature chez Roadrunner Records, Out se révèle au public français en 1998 avec l'album X-Position. Formé autour de « X-Toff » Lamouret, Thibault Gheysens et « J-Wolf » Demeulemeester (respectivement chanteur, clavier et batteur au sein du groupe), le combo lillois débarque alors au beau milieu de la scène nu metal française, alors en pleine effervescence.
Watcha sort alors son premier album, Artsonic amorce son virage vers le nu avec Fake, tandis que les premiers albums de Pleymo (Keçkispasse?) et Enhancer (Et le monde sera meilleur...) verront le jour dans les mois qui suivent. Des albums enregistrés et/ou produits par Stephan Kraemer, aux Impuls Studios en cette fin des années 1990. Pourtant, Out ne s'attachera pas les services de ce producteur de renom, puisque ce n'est rien de moins que le légendaire Colin Richardson qui se voit confier l'engineering de X-Position. Les premiers accords de Lie No Limits en attestent d'emblée : sur la base d'un mid-tempo remuant, le tout ponctué de touches electro particulièrement bien senties. Des sonorités synthétiques omniprésentes tout au long de l'album, expression de Thibault Gheysens, allant du simple accompagnement à des rythmiques quasi-trance/goa, et contribuant à ce léger côté indus, pour ne pas dire cyber (terme culturellement très usité durant les années 1990, mais pas encore identifié comme style « métallique » à part entière). Niveau guitares, l'absence totale de soli et l'interprétation assez mécanique d'Étienne Fauquet renforcent également cet aspect quelque peu déshumanisé. Il comprend des riffs tantôt basés sur des accords lourds, tantôt sur des aller-retours légers mais précis, évitant soigneusement les coups de cordes à vide abusifs.
À la croisée des chemins entre nu metal, indus et cyber, « un son parfaitement équilibré, des riffs inspirés, des refrains mémorables, des arrangements fins, une voix charismatique, un cachet indéniable, tant d'éléments qui font de X-Position une franche réussite. » Bénéficiant à ce moment-là du soutien de Roadrunner Records, Out aura l'occasion de défendre son album-phare lors de nombreux gigs, en compagnie d'artistes prestigieux tels que Machine Head ou Fear Factory. Leur signature sur Roadrunner leur permet de bénéficier d'une exposition médiatique à l'étranger, la presse spécialisée mettant en avant leur nationalité, à l'époque une curiosité sur la scène metal internationale. En 1999, ils sont invités à se produire sur deux festivals majeurs, le Dynamo Open Air et le Graspop Metal Meeting. Le groupe atteindra ainsi son apogée, avant un troisième effort auto-produit en 2000, et un dernier album, Unik en 2003. La séparation interviendra en 2004, Out laissant derrière lui ce X-Position de premier choix.

## Membres
- Lee Goodwin - guitare (1992-1997)
- Étienne Fauquet - guitare
- Christophe Tristram - basse
- Cristophe Lamouret - chant
- Thibault Gheysens - claviers
- Jean Loup Demeulemeester - batterie

## Discographie
- 1996 : Out (Gorgone/Musidisc, produit par Marc Bernard)
- 1999 : Xposition (Gorgone et Roadrunner Records, enregistré par Marc Bernard - produit par Colin Richardson)
- 2000 : 3.0 (album inédit produit par Out)
- 2002 : Unik (Exxos Naïve, produit par Andre Wahl)

## Articles
- Hard n' Heavy n°45 (01/99) page 42 - Jean-Pierre Sabouret
- Hard Rock Magazine n°2-46 (05/99) page 38 - Philippe Lageat
- Hard Rock Magazine n°2-43 (02/99) page 56 - Philippe Lageat
- Hard Force n°3-43 (03/99) page 67 - Juliette Legouy
- Hard n' Heavy n°49 (05/99) page 98 - Thomas Vandenberghe
- Hard Force n°3-46 (06/99) page 14
- Hard Force n°3-53 (01/00) page 25 - Juliette Legouy
- Hard Rock Magazine n°2-88 (02/03) page 34 - Sébastien Baert
- Hard Force n°3-34 (06/98) page 21 - Benji
- Hard n' Heavy n°48 (04/99) page 93 - Xavier Bonnet
- Hard Force n°3-45 (05/99) page 19 - Juliette Legouy, Guillaume Bertail
- Hard Force n°3-53 (01/00) page 20 - Juliette Legouy
- Hard Rock Magazine n°2-54 (02/00) page 52 - Olivier Rouhet
- Hard Rock Magazine n°2-30 (12/97) page 8
- Out : Hard Force n°3-09 (01/96) page 77
- Out : Hard Rock Magazine n°2-11 (03/96) page 66 - Philippe Lageat
- Out : Hard n' Heavy n°25 (06/96) page 82 - Dominique Dujean - 3/5
- X-Position : Hard n' Heavy n°45 (01/99) page 78 - Jean-Pierre Sabouret - 3/5
- X-Position : Hard Rock Magazine n°2-42 (01/99) page 79 - Olivier Rouhet - 4/5
- X-Position : Hard Rock Magazine n°2-43 (02/99) page 77 - Philippe Lageat - 4/5
- X-Position : Hard Force n°3-44 (04/99) page 71 - Frank Arnaud - 4/5
- Unik : Hard Rock Magazine n°2-88 (02/03) page 88 - Sébastien Baert - 15.5/20